# اوه! باز هم دسته‌گل به آب دادم: بهترین بریتنی اسپیرز
اوه! باز هم دسته‌گل به آب دادم: بهترین بریتنی اسپیرز (به انگلیسی: Oops! I Did It Again: The Best of Britney Spears) یک آلبوم گردآوری‌شده اثر خواننده آمریکایی بریتنی اسپیرز است. این آلبوم در ۱۵ ژوئن ۲۰۱۲ توسط ناشران سونی/آرسی‌ای کامدن منتشرشد. این آلبوم شامل ترانه‌های قبلی از آلبوم‌های ... عزیزم یک بار دیگر (۱۹۹۹)، اوه!... باز هم دسته‌گل به آب دادم (۲۰۰۰)، بریتنی (۲۰۰۱)، داخل محدوده (۲۰۰۳) و سیرک (۲۰۰۸) است. این آلبوم هیچ ترانه‌ای از خاموشی (۲۰۰۷) و زن افسونگر (۲۰۱۱) ندارد. انتشار این آلبوم بدون هیچگونه اطلاعیه مطبوعاتی، طرفداران و منتقدان را غافلگیر کرد. هنگامی که طرفداران در توییتر دربارهٔ این آلبوم سؤال کردند، توزیع کننده جهانی، سونی اظهار داشت که هیچ اطلاعی از این آلبوم ندارد. همچنین این آلبوم در ایالات متحده منتشر نشد.

## فهرست ترانه‌ها
| شماره      | نام                                    | مدت   |
| ---------- | -------------------------------------- | ----- |
| ۱.         | «اوه!... باز هم دسته‌گل به آب دادم»     | ۳:۳۴  |
| ۲.         | «عزیزم یک بار دیگر…»                   | ۳:۳۱  |
| ۳.         | «من برده تو هستم»                      | ۳:۲۶  |
| ۴.         | «زاده شدم برای شادی تو» (ویرایش رادیو) | ۳:۳۶  |
| ۵.         | «سیندرلا»                              | ۳:۴۰  |
| ۶.         | «دختر شجاع جدید»                       | ۳:۲۹  |
| ۷.         | «هوک بالا»                             | ۳:۵۵  |
| ۸.         | «قطع نشو»                              | ۴:۰۰  |
| ۹.         | «یکی بوسه از تو»                       | ۳:۲۴  |
| ۱۰.        | «پیش‌بینی»                              | ۳:۱۶  |
| ۱۱.        | «چه چیزی مثل من بودن»                  | ۲:۵۲  |
| ۱۲.        | «عزیز من»                              | ۳:۲۰  |
| ۱۳.        | «از همه چی بریدن»                      | ۳:۵۵  |
| ۱۴.        | «You Got It All»                       | ۴:۱۱  |
| ۱۵.        | «مرحله نهایی مسابقات»                  | ۳:۱۸  |
| ۱۶.        | «اینجاست که مرا می‌گیری»                | ۳:۳۴  |
| مجموع مدت: | مجموع مدت:                             | ۵۷:۰۲ |

## تاریخ انتشار
| منطقه    | تاریخ        | قالب(ها)       | ناشر(ها)    | Ref.  |
| -------- | ------------ | -------------- | ----------- | ----- |
| اسپانیا  | ۱۵ ژوئن ۲۰۱۲ | دانلود دیجیتال | سونی میوزیک | [ ۴ ] |
| انگلستان | ۱۸ ژوئن ۲۰۱۲ | سی‌دی           | کامدن       | [ ۵ ] |
| کانادا   | ۱۹ ژوئن ۲۰۱۲ | سی‌دی           | سونی میوزیک | [ ۶ ] |
| فرانسه   | ۲ ژوئیه ۲۰۱۲ | سی‌دی           | سونی میوزیک | [ ۷ ] |
| آلمان    | ۲۴ اوت ۲۰۱۲  | سی‌دی           | سونی میوزیک | [ ۸ ] |
| یونان    | ۲۴ اوت ۲۰۱۲  | سی‌دی           | سونی میوزیک | [ ۹ ] |